# Amblyscartidia elegantissima
Amblyscartidia elegantissima är en insektsart som beskrevs av Blanchard 1840. Amblyscartidia elegantissima ingår i släktet Amblyscartidia och familjen dvärgstritar. Inga underarter finns listade i Catalogue of Life.